# Guilherme, Duque de Sudermânia
Guilherme da Suécia e da Noruega (Carlos Guilherme Luís), (17 de junho de 1884 – 05 de junho de 1965) foi um duque de Sudermânia e príncipe da Suécia e Noruega.

## Família
Guilherme era o segundo filho do rei Gustavo V da Suécia e da princesa Vitória de Baden. Os seus avós paternos eram o rei Óscar II da Suécia e a princesa Sofia de Nassau. Os seus avós maternos eram o grão-duque Frederico I de Baden e a princesa Luísa da Prússia. O seu único tio materno era o kaiser Frederico I da Alemanha, casado com a princesa real Vitória do Reino Unido, filha mais velha da rainha Vitória.

## Casamento

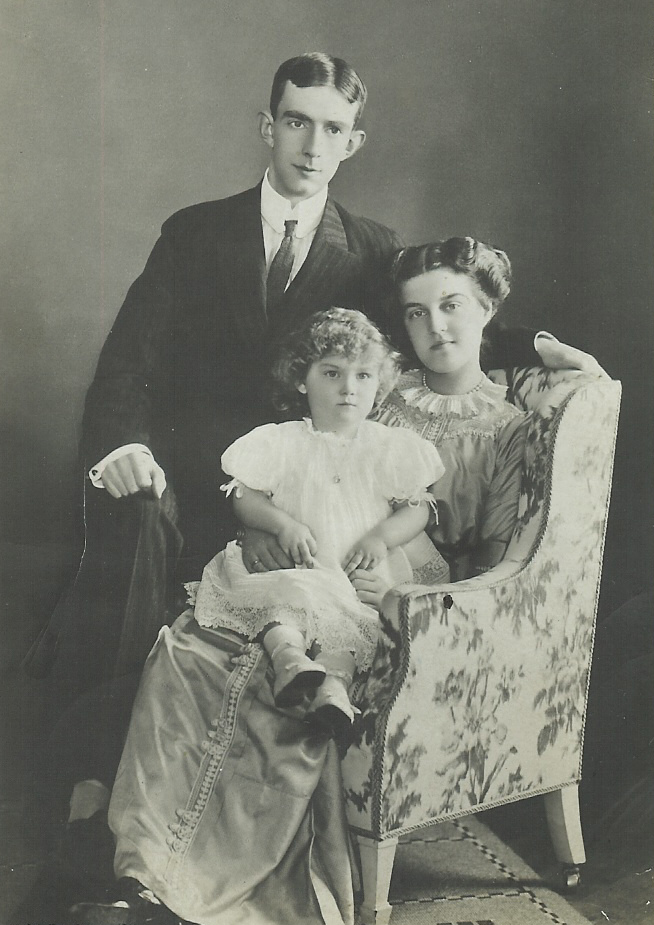
Guilherme com a esposa, Maria e o filho Leonardo

No dia 3 de maio de 1908, Guilherme casou-se em Czarskoe Selo com a grã-duquesa Maria Pavlovna da Rússia, filha do grão-duque Paulo Alexandrovich da Rússia e da princesa Alexandra da Grécia e Dinamarca.
Guilherme e Maria só tiveram um filho, o príncipe Leonardo da Suécia (1909-2004), duque de Esmolândia e conde Bernadotte de Wisborg. Na sua autobiografia, Leonardo conta como o seu avô Gustavo insistia que os criados tratassem a grã-duquesa Maria por Sua Alteza Imperial, algo que desagradava a Guilherme, que era tratado apenas por Sua Alteza Real. O casamento foi infeliz. Maria afirmou mais tarde que o seu marido era homossexual, embora essa informação nunca tenha sido confirmada. O casal divorciou-se em 1914 e Guilherme nunca mais se voltou a casar, embora mantivesse uma relação de longa data em privado com Jeanne de Tramcourt desde o ano do seu divórcio até 1952.

## Últimos anos
Em 1904, Guilherme foi nomeado Cavaleiro do Leão Norueguês pelo seu avô Óscar II. Era também um reconhecido fotografo e autor de vários livros.

## Genealogia
| Guilherme da Suécia | Pai: Gustavo V da Suécia | Avô paterno: Óscar II da Suécia   | Bisavô paterno: Óscar I da Suécia               |
| Guilherme da Suécia | Pai: Gustavo V da Suécia | Avô paterno: Óscar II da Suécia   | Bisavó paterna: Josefina de Leuchtenberg        |
| Guilherme da Suécia | Pai: Gustavo V da Suécia | Avó paterna: Sofia de Nassau      | Bisavô paterno: Guilherme, Duque de Nassau      |
| Guilherme da Suécia | Pai: Gustavo V da Suécia | Avó paterna: Sofia de Nassau      | Bisavó paterna: Paulina de Württemberg          |
| Guilherme da Suécia | Mãe: Vitória de Baden    | Avô materno: Frederico I de Baden | Bisavô materno: Leopoldo I de Baden             |
| Guilherme da Suécia | Mãe: Vitória de Baden    | Avô materno: Frederico I de Baden | Bisavó materna: Sofia da Suécia                 |
| Guilherme da Suécia | Mãe: Vitória de Baden    | Avó materna: Luísa da Prússia     | Bisavô materno: Guilherme I da Alemanha         |
| Guilherme da Suécia | Mãe: Vitória de Baden    | Avó materna: Luísa da Prússia     | Bisavó materna: Augusta de Saxe-Weimar-Eisenach |